# 格洛克18手槍
格洛克18（Glock 18）是由格洛克公司設計及生產的全自動手槍。

## 設計
格洛克18与半自动的格洛克17外型長度相同，最大的外观差别是套筒后部有快慢機。它有如在滑套上裝有射擊模式選擇鈕的格洛克17，可選擇全自動或單發射擊9×19公釐帕拉貝倫彈。
選擇鈕負責釋放第一道擊鐵的保險，當射手扣下扳機時立刻釋放擊鐵來擊發子彈，而當套筒往復運行時，因無第一道保險的限制而能全自動射擊；向下為全自動模式，向上為單發模式。由于设计其射击控制机构极其简单，甚至没有增加减速机构，因此格洛克18的理论射速极高，为每分钟1,300发。
雖然兩者大小和外形相似，甚至有些使用者聲稱「不用更換槍套」，但兩者主要運作部件還是有稍微不同，格洛克公司為控制市場方向（意指不向民間銷售），所以兩者部件亦不可交換的使用。
格洛克18標準彈匣為17發，並對應格洛克17的17／19發標準彈匣，亦有31／33發的大容量彈匣，但大容量彈匣不太普及。

## 採用
格洛克18最早是應奧地利聯邦內政部眼鏡蛇作戰司令部要求而研發，主要是供特種警察部隊及特種部隊與要員保護單位所使用。在遭遇持槍恐怖分子襲擊時，使用格洛克18的部隊可用手槍達1,300發/分的高射速構成彈幕，壓制暴徒或掩護政要迅速撤離現場。
執法人員為避免引人注意，在行動中使用的格洛克18大多使用標準彈匣，很少裝上超長型彈匣，如此恐怖分子及平民根本無從察覺人員所配帶的是全自動手槍。

## 民間使用者
由于是受限制的全自动武器，格洛克18的生产量和销售量都很少，因此該槍在世界各地都很少见。有些國家或地區受全自動武器受法例管制，所以格洛克18不能透過民間市場銷售，而格洛克17及其他格洛克手槍則不受此法例管制。
在美國，格洛克18只供應給執法部門使用，在民間只有少量格洛克18按照國家武器管制法由平民私下擁有。然而由於格洛克17可輕易改裝成衝鋒手槍，且相關運作部件的製作也不難，故雖是非法行為，民間仍然有部份使用者私下自製及使用相關部件令自己的格洛克手槍可以全自動射擊。

## 改進型
格洛克18經歷了三次修改版本，最新的版本為第三代格洛克18（3rd generation Glock 18）。1999年开始，新推出的格洛克18在套筒下的槍身前方設有導軌，以安裝各種戰術配件，亦在握把上有手指凹槽。
格洛克18C —枪口补偿装置改進型（Compensated model），在枪管上方開有枪口补偿開孔的版本，利用射擊時往上排出氣體抑制枪口上揚。

## 使用國

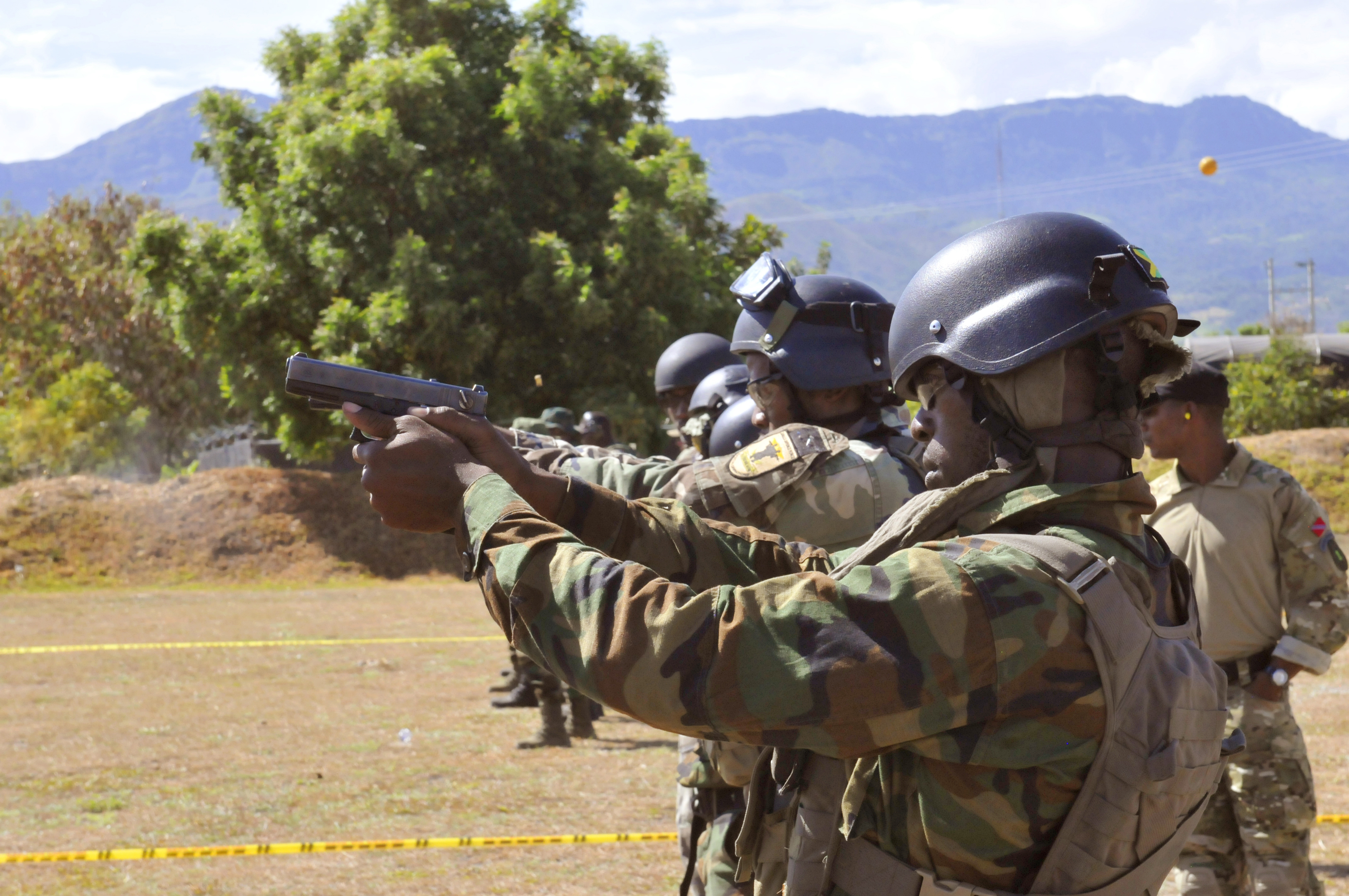
牙買加特種部隊幹員使用格洛克18

- 阿根廷
  - 布宜諾斯艾利斯省警察（英语：Buenos Aires Provincial Police）鷹特別行動旅
- 奥地利
  - 奧地利聯邦內政部眼鏡蛇作戰司令部
  - 奧地利聯邦軍獵人突擊隊
- 加拿大
- 法國
  - 國家憲兵干預組
  - 法國國家警察搜索，支援，干預，威懾部隊
  - 法國國家警察保護局（英语：Service de la protection）
- 希腊
  - 希臘海軍水下爆破司令部（英语：Underwater Demolition Command）
- 義大利
  - 機場警衛單位
- 牙买加
- 马来西亚
  - 馬來西亞皇家空軍特種空勤團（英语：PASKAU）
  - 馬來西亞皇家警察特別行動指揮部
- 荷蘭
  - 荷蘭皇家陸軍
- 葡萄牙
  - 葡萄牙海軍（英语：Portuguese Navy）特別行動分隊（英语：Special Actions Detachment）
- 乌克兰[3][需要較佳来源][[Category:]]
- 美国
  - 猶他州警察要員保護單位

## 登場作品

### 電影
註：由於許多影視作品均有出現以格洛克17改裝的全自動衍生槍（通常不具備快慢機），以下只會列出有真正格洛克18登場的影視作品。
- 2003年—：黑色底把及滑套，由終結者T-850（阿諾德·施瓦辛格飾演）和約翰·康納（尼克·斯塔爾飾演）所使用。
- 2003年—：黑色底把及滑套，由莫菲斯（勞倫斯·費許朋飾演）所使用。
- 2004年—：由達米安（西里恩·瑞費里飾演）所使用。
- 2015年—：黑色底把及滑套，為主角吉姆·泰瑞爾（西恩·潘飾演）在巴塞羅那活動時所使用的配槍，會使用短彈匣和長彈匣供彈。

### 電子遊戲
- 1999年—及其衍生作品：Beta 5以後登場，使用黑色底把及滑套，命名為「9 × 19 mm 帕拉貝倫」（造型上缺乏快慢機，實際上只能算是格洛克17手槍的改裝型）。通常射擊模式為半自動，按右鍵會奇怪的轉換成三發點放模式而非全自動，且以現實中不存在的20發彈匣供彈。奇怪地在彈匣內仍有子彈的情況下重新裝填時滑套會自動鎖定。為恐怖份子的基本武器，反恐部隊也能透過在購買列表中購買使用。
- 2000年—《三角洲特种部队：大地勇士》以Glock 18本名登场，是可选的备用武器之一。使用32发弹夹并有快慢机功能，符合事实的拥有极高的射速。
- 2004年—：除了在三發點放時後座力看起來更大以外其餘特徵與先前的作品大致相同，但模組改以格洛克19手槍為原型。奇怪地在彈匣內仍有子彈的情況下重新裝填時滑套會自動鎖定。
- 2005年—《俠盜獵車手：自由城故事》：命名為「9mm手槍」。
- 2007年—《穿越火线》：型号为格洛克18，弹匣安装加号底座，命名为“Glock-18”，以現實中不存在的20发弹匣供彈，奇怪的只有半自動和三發點放模式。作为游戏初始副武器出现，另有改型“新Glock-18”以及英雄版本“Glock-18-武圣”：
  - “新Glock-18”使用金色迷彩涂装套筒以及卡其色底把，以17发弹匣供彈，右键快慢机功能正确的修改为切换全自动射击。只能通过活动获得；
  - “Glock-18-武圣”使用绿色套筒以及黑色底把，套筒上方拥有金色飞龙式样浮雕装饰，全自动射击。以特殊手段挂载在主武器“M4A1-武圣”的机匣右侧，在主武器更换弹药的同时可以使用该武器进行射击，此时弹匣为20/20，不受其他英雄级副武器增加弹药效果以及背包内弹匣道具效果影响；也可独立使用，以現實中不存在的20发弹匣供彈，此状态下受其他英雄级副武器增加弹药效果以及背包内弹匣道具效果影响。只能通过游戏内以88,800CF点购买“武圣”英雄级武器套装获得。
- 2007年—《Online》：繼承自絕對武力，命名為「9 × 19 mm 手槍」，黑色底把及滑套。跟前作一樣在造型上缺乏快慢機，通常射擊模式為半自動，按右鍵會奇怪的轉換成三發點放模式而非全自動，且以現實中不存在的20發彈匣供彈，奇怪地在彈匣內仍有子彈的情況下重新裝填時滑套會自動鎖定。為恐怖份子的基本武器，反恐部隊也能透過在購買列表中購買使用。
  - Battle Glock：戰損版本，底把及滑套改為淺藍色，並在滑套和握把上綁上繃帶，按著右鍵不放能夠全自動射擊，而在半自動射擊時射速和準度皆有所下降。
  - Glock Red：紅色槍身的版本。
  - Lion Pistol：槍上加上綠野仙蹤獅子裝飾並改用灰色滑套的版本，載彈量增至25發，按著右鍵不放能夠全自動射擊。
- 2009年—及重製版：為格洛克17手槍的全自動衍生型（重製版中修正為真正的格洛克18C），命名為「G18」，配備橄欖色底把及黑色滑套，滑套上原有的格洛克商標刻字因版權問題而被改成「Gluke」，裝備該槍時玩家角色會以單手持槍（重製版中改為雙手持槍）。戰役模式時使用32發長彈匣供彈，聯機模式時則為33發。戰役模式中由141特遣隊、巴西武裝團伙、阿富汗叛軍、俄羅斯極端民族主義黨武裝力量（包括俄羅斯空降兵）、扎卡耶夫國際機場警衞、俄羅斯聯邦安全局特種部隊、俄羅斯內衛部隊及暗影連所使用。聯機模式時於等級22解鎖，並可使用紅點鏡、全息瞄準鏡、消音器、延長彈匣（增至50發）、雙持及全金屬披甲彈。
- 2011年—：命名為「G18」，黑色底把及滑套，並使用了比賽級手槍的大型彈匣插座。滑套上原有的格洛克商標刻字因版權問題而被改成「Gluke」。裝備該槍時玩家角色會以單手持槍。戰役模式時使用32發長彈匣供彈，而在聯機模式時只載20發子彈。戰役模式中由非洲民兵及俄羅斯極端民族主義黨武裝力量（包括俄羅斯海軍）所使用。聯機模式時於等級70解鎖，並可使用紅點鏡、全息瞄準鏡、消音器、延長彈匣（增至30發）及雙持。在生存模式時則於等級1解鎖，價格為$1,500。
- 2011年—《3》：命名為「G18」，黑色底把及滑套，可改用20發彈匣及裝上抑制器。
- 2011年—《光荣使命》
- 2012年—：模組造型為格洛克26手槍，但仍然命名為「Glock 18」，使用黑色滑套和卡其色底把，10發彈匣內奇怪地可裝填20發子彈。通常射擊模式為半自動，按右鍵會奇怪的轉換成三發點放模式，而且没有無彈後定（在續作《絕對武力2》的2025年8月更新中修正了換彈動作，並增加了“戰術性”換彈動作，不過在殘彈數並非為0時換彈玩家角色仍然會拉動滑套）。為恐怖份子的基本武器，反恐部隊也能透過在購買列表中購買使用。
- 2012年—：型號為格洛克18C，使用黑色滑套及底把，以長彈匣供彈。
- 2012年—《战争前线》：型号为格洛克18C以及以色列CAA公司生产的Micro-Roni手枪-卡宾枪转换套件衍生型，均为抽奖武器：
  - 格洛克18C命名为“Glock 18C”，黑色底把及滑套，使用33发弹匣供彈。被歸類為佩槍，所有兵种均可使用，可以改裝枪口配件（通用消音器、手槍消音器、手槍制退器、手槍刺刀），不可改装瞄准镜；拥有皇冠币专属涂装版本、白金版本及黑鲨版本，前两者强化威力与载弹量、后者除涂装外与原版性能无异。
    - 中国大陆服务器未实装通常版与皇冠版，但已实装白金版，为K点武器；欧美与俄罗斯服务器则已实装通常版与皇冠版，未实装白金版，通常版为抽奖武器，皇冠版为皇冠币购买；黑鲨版本可以通过抽奖或者通关生存模式地图“黑鲨”概率获得。

  - CAA Micro-Roni手枪-卡宾枪转换套件衍生型命名为“Micro-Roni CAA”，哑黑色枪身，使用40发弹鼓供彈，装备有激光瞄准器。被归类为冲锋枪，为工程兵专用武器，可以改装瞄准镜（EoTech 553全息瞄准镜、绿点全息瞄准镜、红点瞄准镜、冲锋枪普通瞄准镜、冲锋枪高级瞄准镜、冲锋枪专家瞄准镜、Hartman MH1反射式瞄准镜），并可以通过更换战术导轨方式切换握把展开与折叠以及激光瞄准器开启与关闭，不可改装枪口配件。拥有黄金版本，强化载弹量。
- 2013年—《惡靈古堡：啟示》：型號為格洛克18C，命名為「G18」。戰役模式需要收集全部30個隱藏的手印解鎖。突擊模式則隨機掉落或者出現在商店，稀有版本名稱為「殺戮者」。
- 2013年—《絕對武力Online 2》：外型為格洛克17，卻命名為“Glock 18C”。通常射擊模式為半自動，按右鍵會奇怪的轉換成三發點放模式而非全自動，且以20發彈匣供彈。奇怪地在彈匣內仍有子彈的情況下重新裝填時滑套會自動鎖定。為恐怖份子的基本武器，反恐部隊也能透過在購買列表中購買使用。
- 2013年—《4》：命名為「G18」，使用卡其色底把及黑色滑套，載彈量19+1發，被歸類為佩槍。只能於多人聯機模式中使用，為所有兵種的解鎖武器。
- 2013年—《2》：使用卡其色底把及滑套。
- 2015年—：型號為格洛克18C，命名為「G18C」，黑色底把及滑套，載彈量16+1發（單人模式為17+1發），聯機模式中預設配備激光瞄準器，設定為執法機關和罪犯兩方專業人士（Professional）起始手槍。可加裝各種進階照準器（改進版機械瞄具、迷你、德爾塔）、附加配件（電筒、戰術燈、激光瞄準器）及槍口零件（制退器、補償器、重槍管、抑制器、消焰器）。單人模式當中則能夠由主角尼古拉斯·門多薩所使用。
- 2016年—：命名為「Hornet」，歸類為「經典」武器。配用黑色滑套及灰色底把，以長彈匣供彈。
- 2016年—《逃離塔科夫》：型號為格洛克18C，使用黑色底把及滑套。
- 2017年—《绝地求生》：型号为格洛克18C，命名为“P18C”。
- 2020年—《惡靈古堡3》：型號為槍口補償裝置改進型，命名為「G18 Handgun」和「G18 Handgun (Burst Model)」。「G18 Handgun」為半自動射擊，「Burst Model」為三發點放射擊。
- 2021年—《戰地風雲2042》：命名為“G57”。
- 2022年—《決勝時刻：現代戰爭II 2022》：以第5代格洛克17作原型（格洛克18並沒有第5代型號），命名為“X13 Auto”，使用卡其色滑套及底把，奇怪地射擊選擇桿位於滑套右側。
- 2022年—《暗區突圍》：型號為格洛克18C。

### 輕小說
- 2008年—：由東京武偵高校2年B班班導 綴梅子用作佩槍。
- 2014年—《刀劍神域外傳Gun Gale Online》：格洛克18C於SJ4期間由WEEI小隊的裴涅畢亞雙持使用。

### 動畫
- 2014年—《刀劍神域II》：朝田詩乃在Gun Gale Online（GGO）的配槍為一把使用黑色底把及滑套的格洛克18C（取代小說中原本使用的HK MP7A1衝鋒槍）。
- 2019—2020年—《刀劍神域Alicization》：由GGO玩家詩乃和GlowgenDS的承包人員所使用。

## 軼事
由于GLOCK18的射速太高，很快就会打光子弹, 因此GLOCK公司生产了一种31发容量的弹匣，在更换了“加号底座”后可增加到34发。不过由于31发弹匣长，有些射手为了便于携事，是使用更换了“加号底座”的标准17发弹匣（增容后为20发）。
值得一提的是，基於格洛克系列手槍可以改裝成衝鋒槍的特性，大量半自動的格洛克17被改裝過，並在一些動作片出現以模仿全自動的格洛克18。